# 東京コンピュータサービス
株式会社マーブルは東京都中央区に本社を持つ1974年9月設立のIT系ソフトウェア企業。
株式会社マーブル（英: Marble Corporation）は、東京都中央区に本社を置くシステムインテグレータ（独立系）。
旧・東京コンピュータサービス株式会社（現・TCSホールディングス株式会社）の持株会社化に伴う事業会社として、2005年10月に新・東京コンピュータサービス株式会社として設立された。2024年10月1日ソフト系のグループ会社12社（リリース発表時は13社）を統合し、株式会社マーブルに社名を変更。

## 沿革
旧・東京コンピュータサービスの沿革についてはTCSホールディングス#沿革を参照
- 2005年10月1日 - 旧・東京コンピュータサービス株式会社からの会社分割により会社設立。
- 2017年 - プライバシーマーク取得。
- 2024年10月1日 - ソフト系のグループ会社を統合し、株式会社マーブル発足。